# Dryptodon percarinatus
Dryptodon percarinatus là một loài Rêu trong họ Grimmiaceae. Loài này được (Dixon & Sakurai) Ochyra & Żarnowiec mô tả khoa học đầu tiên năm 2003.